# Croutelle
Croutelle – miejscowość i gmina we Francji, w regionie Nowa Akwitania, w departamencie Vienne.
Według danych na rok 1990 gminę zamieszkiwało 448 osób, a gęstość zaludnienia wynosiła 303 osób/km² (wśród 1467 gmin regionu Poitou-Charentes Croutelle plasuje się na 591. miejscu pod względem liczby ludności, natomiast pod względem powierzchni na miejscu 1142.).